# 李察·亨利·莫爾菲爾德
理查德·亨利·莫爾菲爾德（英語：Richard Henry Morefield，1929年9月9日—2010年10月11日）是一位在美國外交部服務的美國外交官。1979年11月4日，美國駐德黑蘭大使館有66名工作人員被一個名為「伊瑪目穆斯林學生追隨者」的激進伊斯蘭學生組織俘虜，這場事件後來被稱為伊朗人質危機，他是其中之一。他是被扣為人質444天的52名美國人之一，直到1981年1月19日簽署《阿爾及爾協議》結束了關於其餘被扣為人質的俘虜的談判，他們於第二天獲釋。

## 早期生活
莫菲爾德於1929年9月9日出生於加利福尼亞州威尼斯，在聖地亞哥長大，並在那裡就讀聖地亞哥高中。他的大學背景主要是歷史，並於1951年在舊金山大學獲得了該學科的本科學位。他在美國陸軍服役兩年，並獲得中尉軍銜，服完兵役後於1954年獲得加利福尼亞大學柏克萊分校碩士學位。他於1956年加入美國外交部。

## 伊朗人質危機
1979年11月4日，莫爾菲爾德在美國駐德黑蘭大使館，擔任美國駐伊朗總領事。 大使館被伊斯蘭激進學生包圍後，建築物被佔領。他用汽車將五名美國人送走，他們在加拿大大使館避難。莫爾菲爾德和大約兩打員工一起試圖離開使館大院，但在幾個街區外被一群學生和革命衛隊抓獲。 總共有66名美國人被扣為人質，該組織要求將獲準進入美國的被廢黜國王穆罕默德·禮薩·巴列維送回伊朗接受審判。13名人質中的13名人質和非裔美國人在緝獲後幾週內獲釋，一名重病人質於1980年7月獲釋，莫爾菲爾德成為52名美國俘虜之一，最終被關押了444天。
莫爾菲爾德是六名美國人之一，他們首先被帶到德黑蘭的一所學校，他們被安置在浴室裡，並用步槍指著他們，這是他最終面臨的三起模擬處決中的第一起。12月回到大使館後，莫爾菲爾德被關在一間沒有窗戶的地下室儲藏室裡，他不得不與其他八名人質共用一間儲藏室，只留下足夠的空間向任何方向邁出兩到三步。 他和他的人質同伴除了互相玩紙牌遊戲和跳棋之外沒什麼可做的。莫爾菲爾德養成了定期運動的習慣，每天做伏地挺身、仰臥起坐，並在他的小隔間周圍慢跑一小時。出獄時他體重減輕了30多磅，並開玩笑說「如果我聰明的話，這可能會讓我多活10年」。
1981年1月19日《阿爾及利亞協議》簽署後，莫爾菲爾德和其他俘虜接受了體檢，並於第二天獲釋，被安置在人群包圍下高呼「壞、壞、美國壞」的公共汽車上，乘坐一輛阿爾及利亞汽車離開該國飛機。他們抵達德國後，他打電話給妻子，告訴她「那些人試圖摧毀我們」，但「我們打敗了他們」。1月25日，莫爾菲爾德在斯圖爾特國際機場與妻子和孩子團聚。他的妻子回憶起她當時的難以置信，她終於見到了丈夫，她說：「直到那一刻，我真的不相信一切都結束了。然後，當然，我也跑了。我們有幾分鐘沒有說話」。

## 從伊朗獲釋後
莫爾菲爾德被任命為國務院加勒比事務辦公室主任，並被派往墨西哥，擔任駐瓜達拉哈拉總領事以及美國駐墨西哥城大使館經濟參贊。
2005年有報道稱，新當選的伊朗總統馬哈茂德·艾哈邁迪內賈德是參與佔領大使館的學生激進分子之一，莫爾菲爾德表示，他不認識他，因為「我不是他們花大量時間處理的人之一」。獲釋多年後，他對伊朗人民並無怨恨，2006年對BBC的一位採訪者說，「我無法將我對伊朗及其文化的了解與那些扣押我444天的激進學生相提並論」，他們稱這個國家為「一個擁有許多不同群體的社會，如果有機會，他們可以為新的現代伊朗做出貢獻」。
2010年10月11日，莫爾菲爾德因肺炎在北卡羅來納州羅利去世，享年81歲。他身後留下了妻子多蘿西亞、一個女兒和四個兒子。他的兒子里克於1976年在弗吉尼亞州一家餐館的搶劫中被槍手殺害。莫菲爾德回憶說，處理兒子死亡的經歷給了他更大的力量度過人質危機。